# Kondomautomat
Ein Kondomautomat (auch Kofferwort Condomat) ist ein Automat zum Verkauf von Kondomen sowie anderen Verhütungsmitteln und Sexspielzeug.

## Geschichte
Der Kondomautomat soll in Deutschland erstmals vom Erfinder der nahtlosen Kondome im Jahr 1919, Julius Fromm, aufgestellt worden sein. In den letzten Jahren hat die Anzahl der Kondomautomaten wieder abgenommen. In Österreich wurde der erste Kondomautomat erst im Jahr 1956 von Ferry Ebert aufgestellt.

## Angebot
Neben Kondomen werden in Kondomautomaten auch häufig weitere Dinge verkauft. Dies sind zum Beispiel:
- Mini-Vibrator/Dildo
- Künstliche Vaginas
- Penisring
- Kleidung/Accessoires
- und weitere Sexspielzeuge oder Verhütungsmittel

Die Kondome stammen meist von den Marken Durex, Mapa und Ritex. Auf Frauentoiletten werden zudem häufig auch Tampons und Zahnbürsten-Sets verkauft.

## Verbreitung und Vorkommen
Kondomautomaten befinden sich meist auf öffentlichen Toiletten für Männer und in Gebäuden des öffentlichen Verkehrs wie zum Beispiel Bahnhöfen oder Raststätten und in der Gastronomie. Allerdings gibt es auch Kondomautomate im Freien. Der Verein Jugend gegen AIDS setzt sich für Kondomautomaten an Schulen ein und dazugehörige Aufklärungsworkshops ein, um Jugendliche vor Schwangerschaften und Geschlechtskrankheiten zu schützen. Auch BILLY BOY unterstützt dieses Vorhaben. Eine ähnliche Diskussion wird auch über Kondomautomaten an Hochschulen geführt.

## Ausstellungen
Über Kondomautomaten wurden bereits Ausstellungen durchgeführt, beispielsweise im Heimatmuseum Bad König.

## Galerie

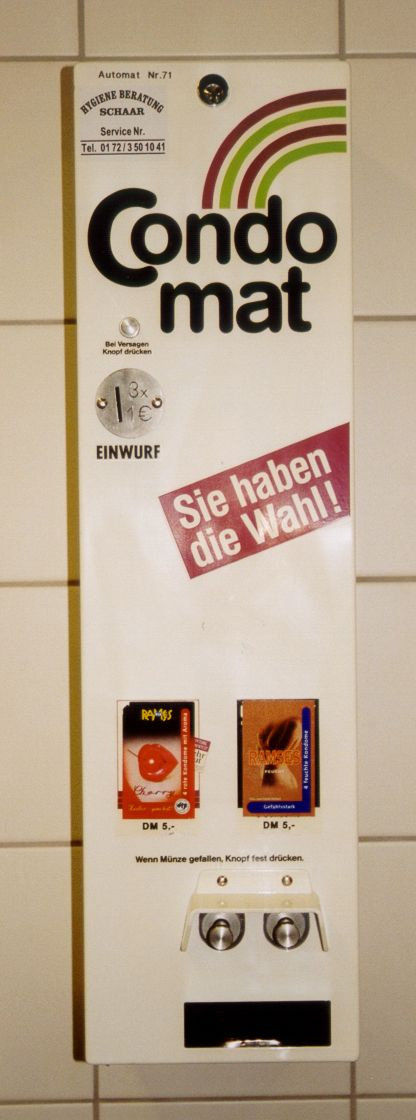
Kondomautomat
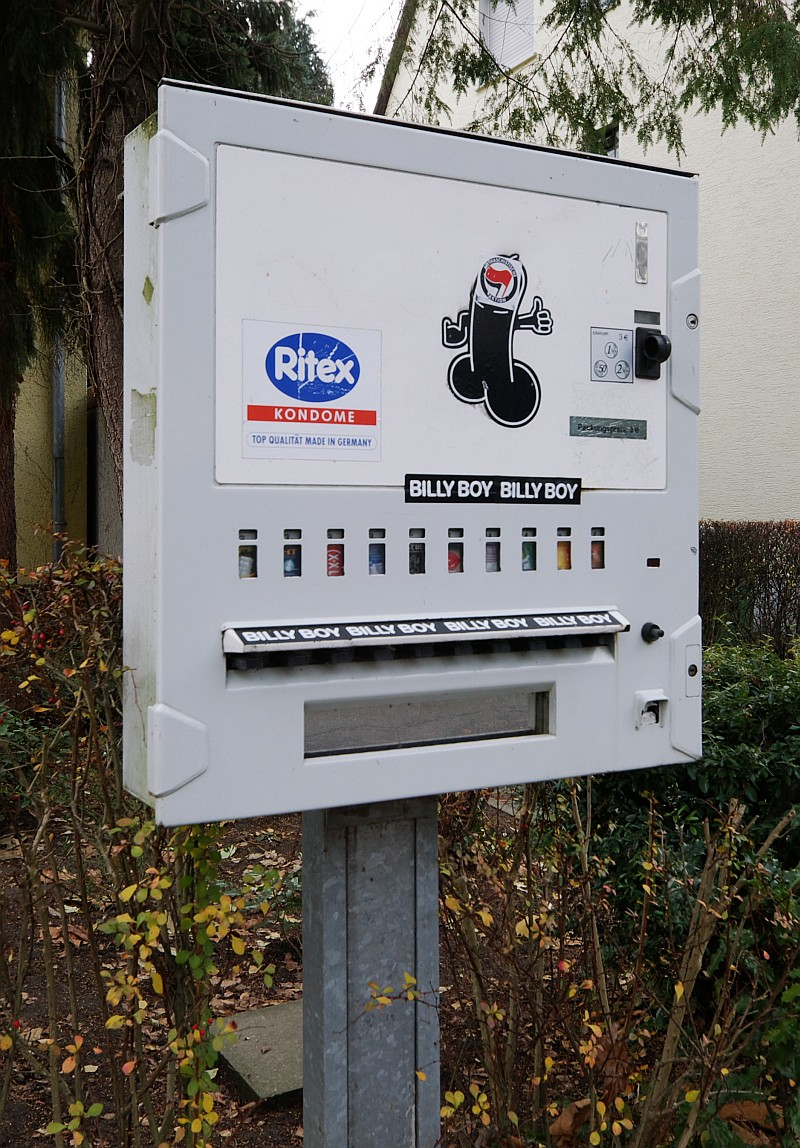
Öffentlich aufgestellter Automat
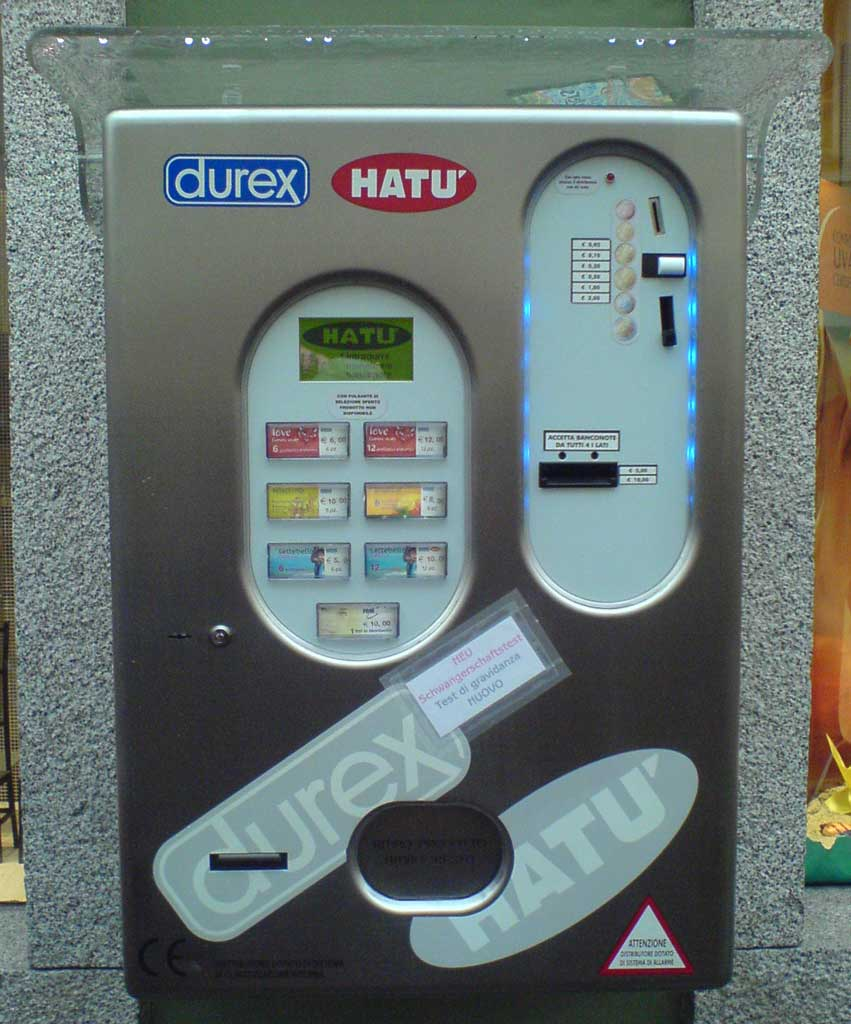
Kondomat in Brixen
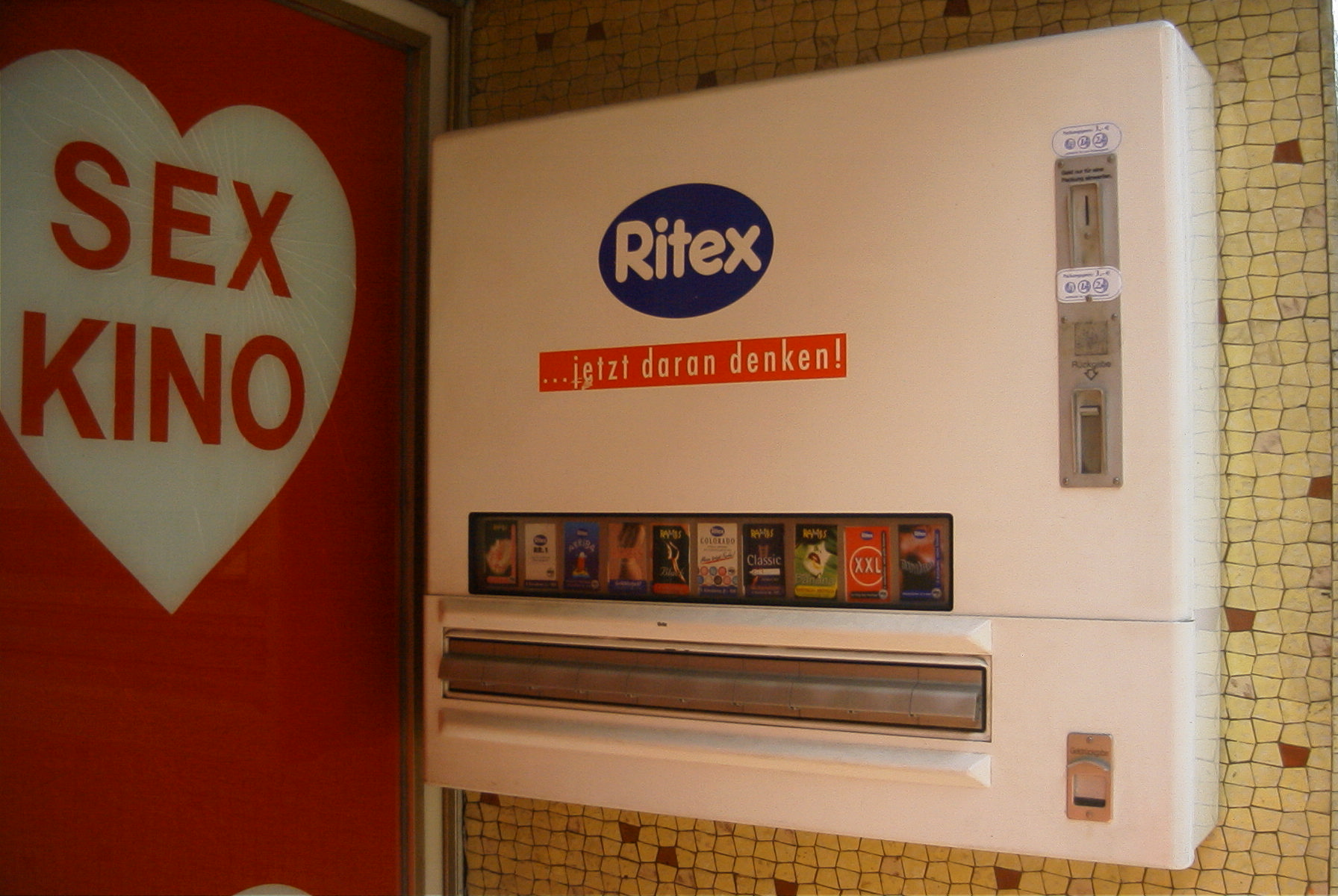
Automat der Firma Ritex am Eingang eines Sexshops, Duisburg.
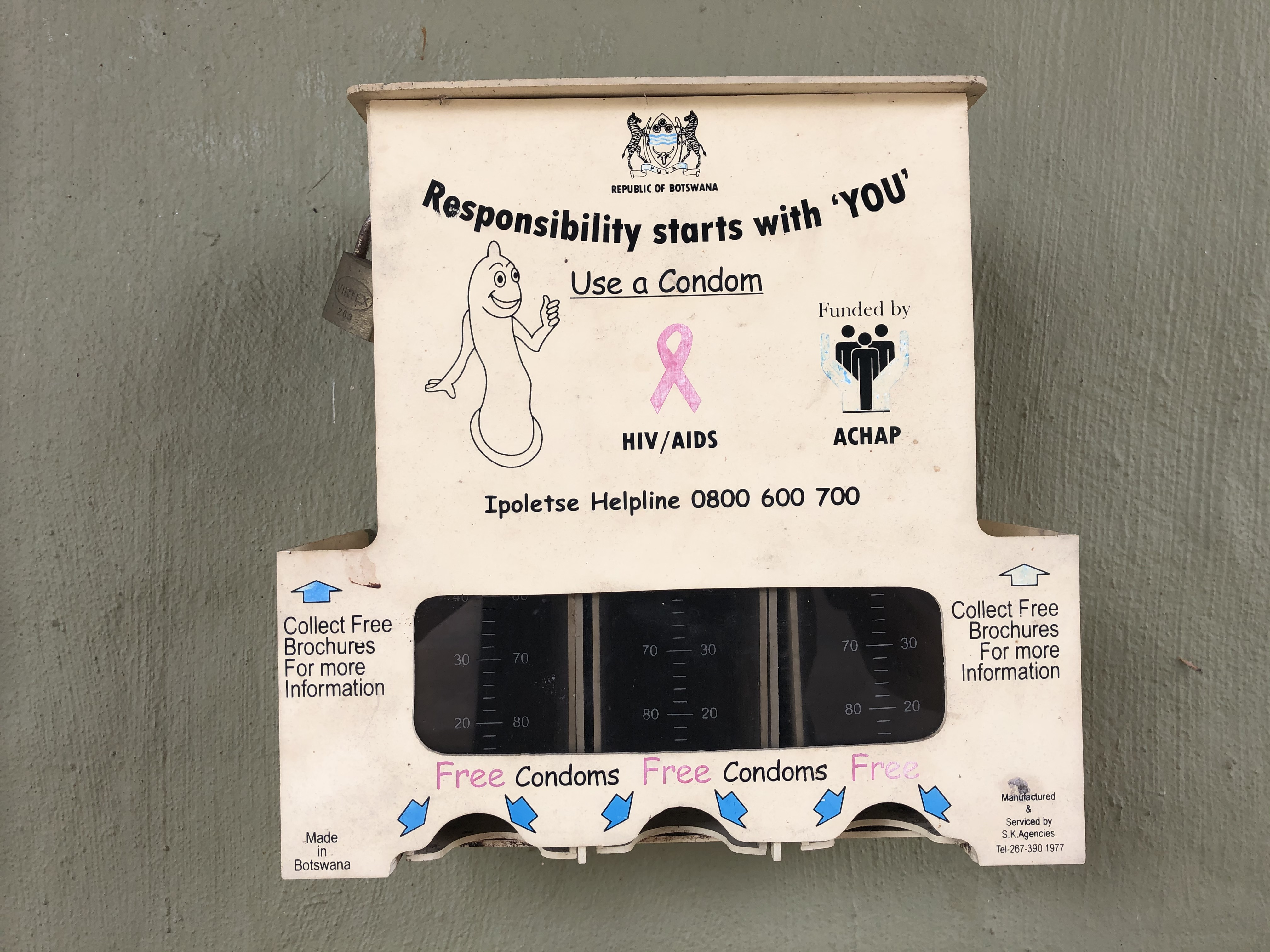
Kondomautomat in Botswana